# Charles Bedaux

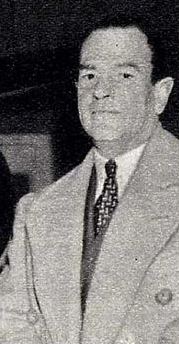
Charles Bedaux

Charles Eugène Bedaux (ur. 10 października 1886 w Charenton-le-Pont, zm. 18 lutego 1944 w Miami) – prekursor naukowego zarządzania, twórca jednostki pomiaru pracy (Bedaux) i systemu Bedaux, założyciel Bedaux Company, biura doradczego odnoszącego międzynarodowe sukcesy w latach 20. i 30. XX w., odkrywca - podróżnik amator.
4 lutego 1906 wyemigrował do Stanów Zjednoczonych, a w 1917 r. otrzymał obywatelstwo amerykańskie.
W 1915 r. założył firmę Charles E. Bedaux Company w Cleveland.

## Bedaux odkrywca - podróżnik amator
W 1934 zorganizował ekspedycję w dzikie regiony północno-zachodniej Kanady z Edmonton do Brytyjskiej Kolumbii. Na podstawie zachowanych taśm filmowych rejestrujących przebieg wyprawy stworzono film dokumentalny w reżyserii George Ungara pt. The Champagne Safari (Szampańskie Safari).